# Sukhoi Superjet 100

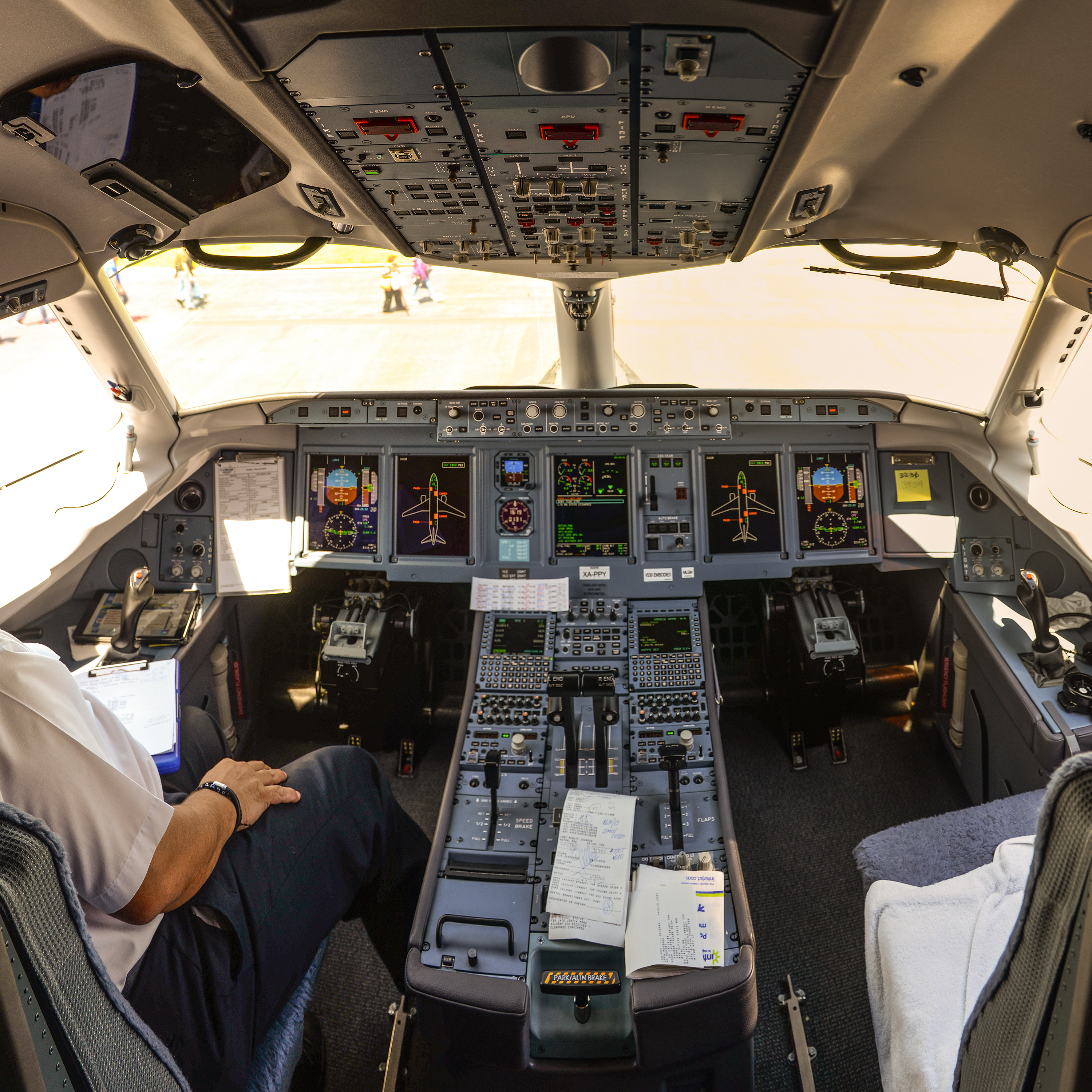
Cabina de mando.

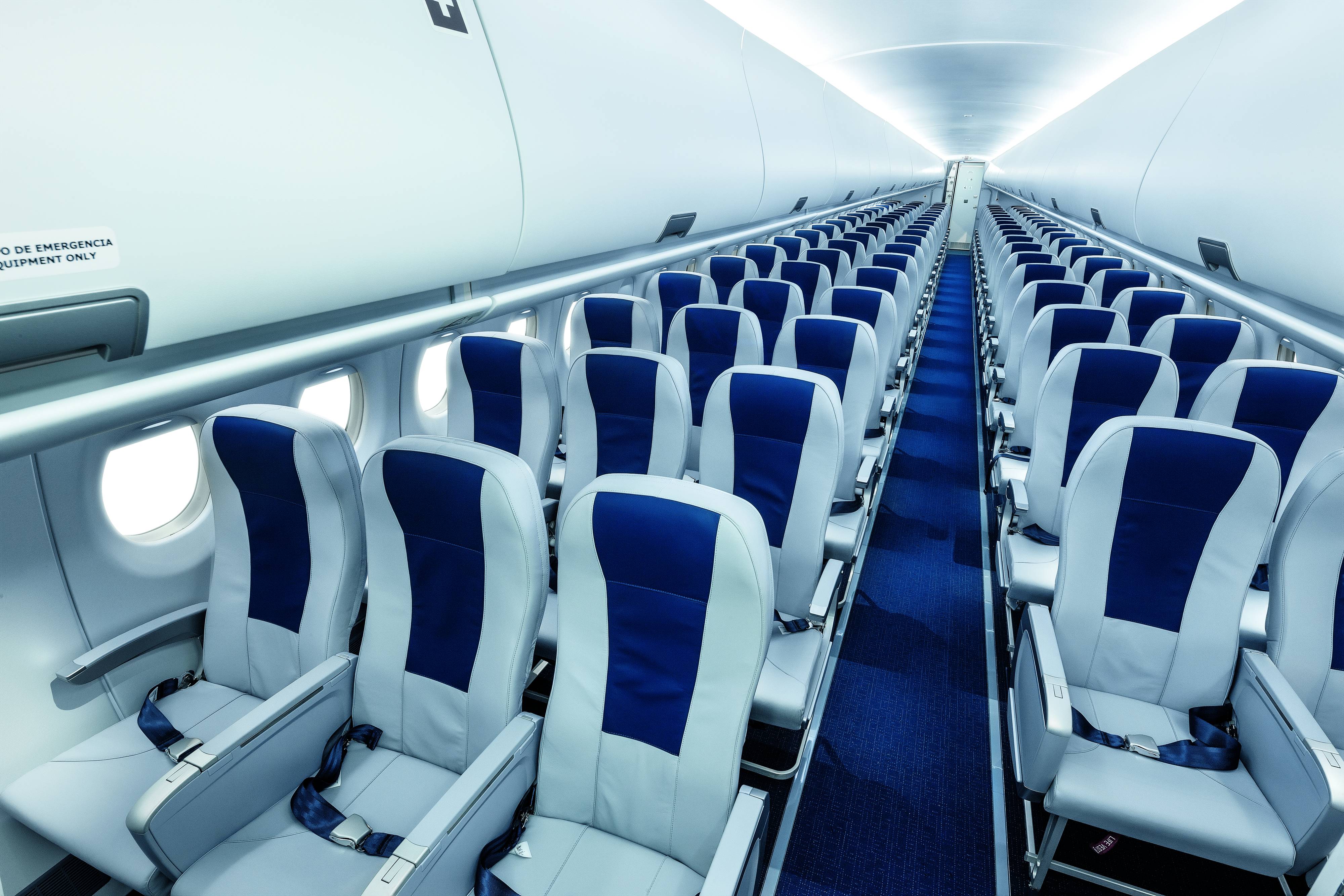
Cabina económica en configuración habitual 2-3 (ejemplo Interjet). El fuselaje es más angosto que el de un Airbus A220.

El Superjet 100 (en ruso: Сухой Суперджет 100) (Anteriormente:Sukhoi Superjet 100) es un avión regional dedicado al transporte de pasajeros, con capacidad entre 68 y 103 plazas. Su desarrollo comenzó en el año 2000, diseñado por la empresa aeronáutica rusa Sukhoi Civil Aircraft Company (Actualmente:Regional Aircraft - Branch of the Irkut Corporation), en colaboración con Alenia Aeronautica (hasta 2017). Su primer vuelo tuvo lugar el 19 de mayo de 2008, recibiendo el certificado de tipo por parte del Comité Interestatal de Aviación en enero de 2011. El 21 de abril de 2011 entró en servicio con la aerolínea armenia Armavia.
El 28 de enero de 2007, el primer prototipo fue transportado de la planta que lo fabrica en Komsomolsk del Amur al aeropuerto Zhukovski a las afueras de Moscú, para realizar pruebas.
En junio de 2007, Boeing amplió su asistencia para cubrir la formación y los manuales de la tripulación de vuelo y mantenimiento, y la gestión y el suministro de piezas de repuesto. El 22 de agosto, Sukhoi y Alenia Aeronautica establecieron la empresa conjunta SuperJet International para la atención al cliente fuera de Rusia y Asia. Alenia Aeronautica adquirió una participación del 25 % en Sukhoi Civil Aircraft Corporation (SCAC) por 250 millones de dólares, valorada en 1000 millones de dólares. Se esperaba que los costos de desarrollo totalizaran $ 1000 millones, con otros $ 1000 millones necesarios para desarrollar la central eléctrica y para el soporte al cliente.
En su presentación durante el Paris Air Show de 2009, tuvo el mayor número de pedidos realizados durante la exhibición, logrando 27 pedidos firmes y 17 opciones de pedido. Con esto los pedidos totales del avión sobrepasan las 140 unidades. En marzo de 2020, la ONU firma un contrato para usar esta aeronave. La corporación rusa Rostec quiere entregar 60 unidades a la compañía Red Wings. Según Superjet International, sociedad filial de Sukhoi y Alenia Aermacchi, encargada de la comercialización de la aeronave, los costos de operación del SSJ 100 son entre 10 y 15 % menores que los de sus competidores actuales, los Embraer E-Jets y Bombardier CSeries.
Entre algunas otras características destacables que posee el Sukhoi SuperJet-100 es que solo necesita en su versión más básica una pista de aterrizaje de 1,7 kilómetros, uno de los motivos por los que la compañía indonesia Sky Aviation decidió realizar un pedido de 12 aeronaves de este tipo, en Indonesia la mayoría de las ciudades poseen pistas de menos de dos kilómetros de longitud.

## Integración de laCorporación Irkut
A fines de noviembre de 2018, la UAC transfirió Sukhoi a Irkut para convertirse en la división de aviones de UAC. Leonardo S.p.A se retiró en 2017 debido al bajo rendimiento financiero del avión Superjet 100. Irkut administrará el Superjet 100, el MC-21 y el CR929 de fuselaje ancho de China, pero el turbohélice de pasajeros Il-114 y el modernizado Ilyushin Il-96-400 de fuselaje ancho se quedarán en Ilyushin. La nueva división comercial también incluirá la oficina de diseño de Yakovlev y el fabricante de materiales compuestos, AeroComposit.
En noviembre de 2018 Sukhoi Superjet 100 cambia de nombre a Superjet 100 eliminando el nombre de “Sukhoi” y el 21 de febrero de 2020 Superjet 100 Maker renombrado como rama regional de aviones de Irkut.

## Galería

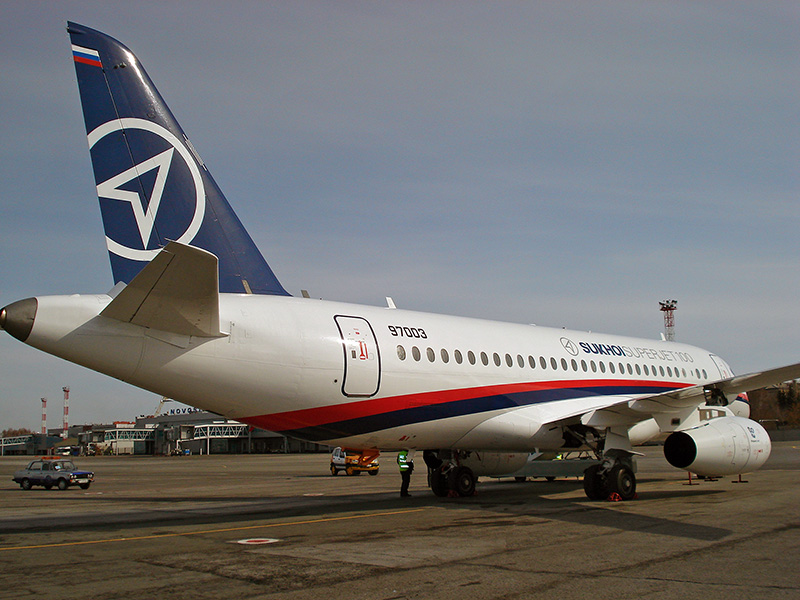
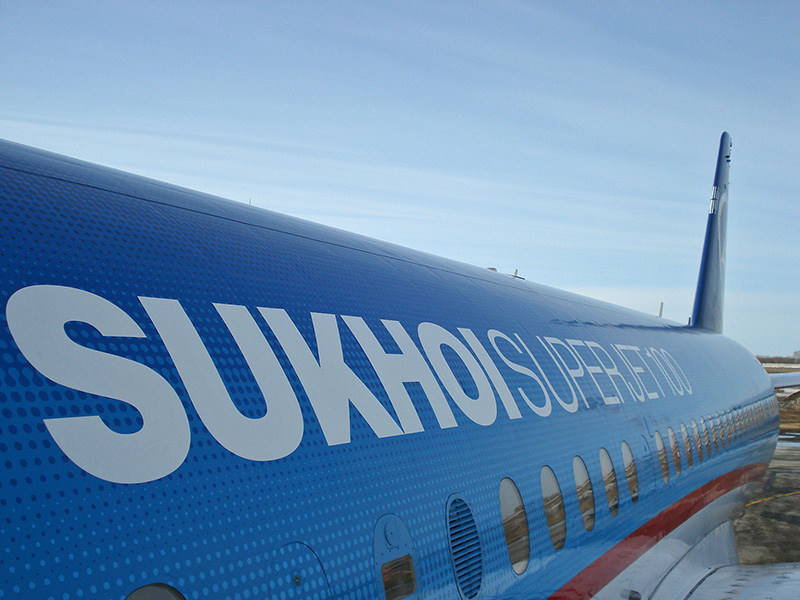
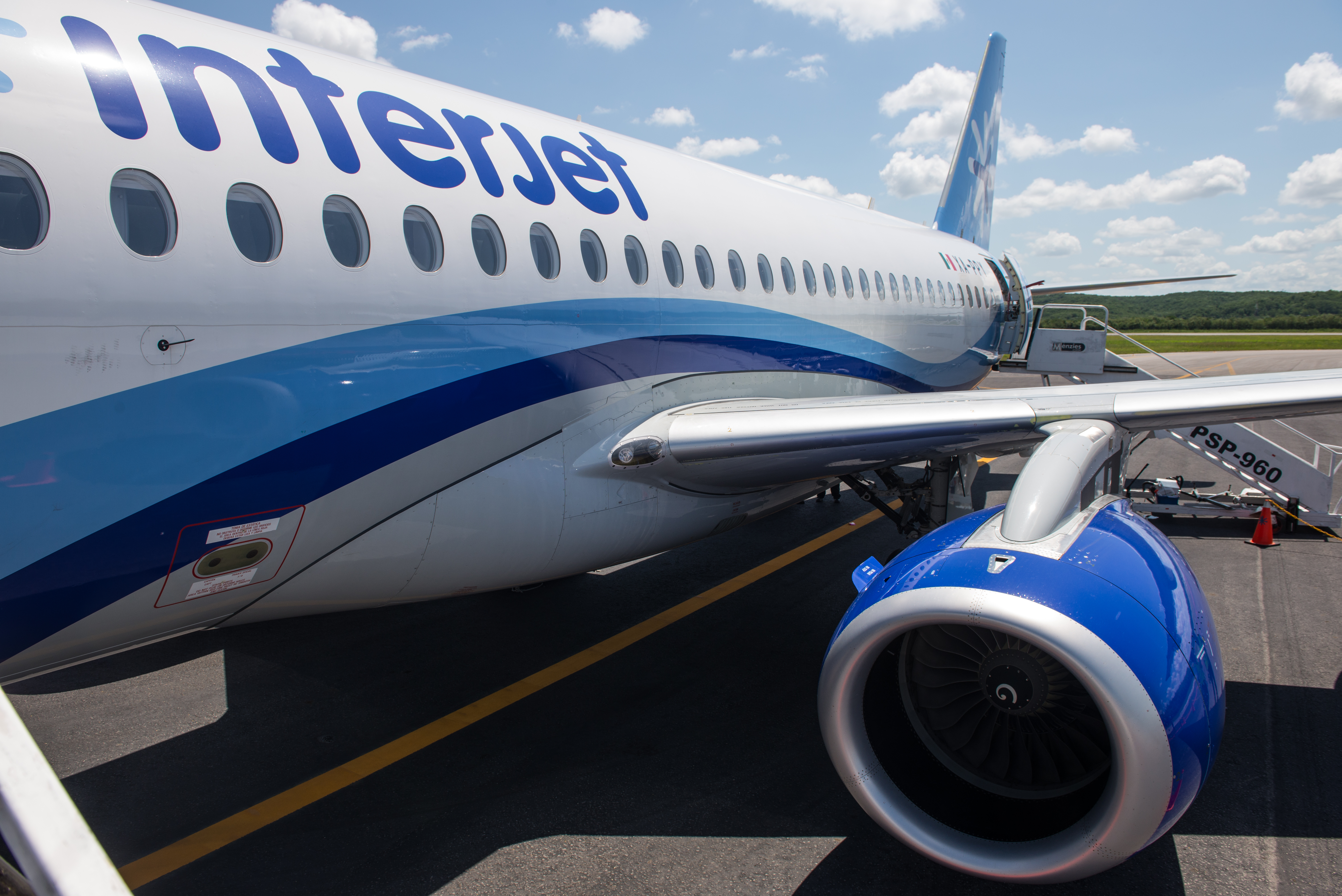
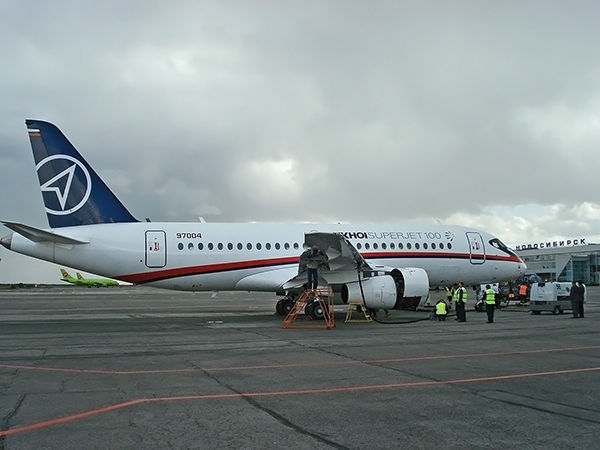
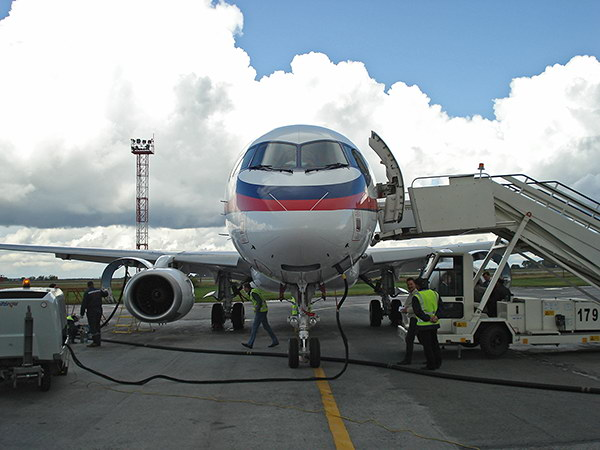

## Pedidos del avión

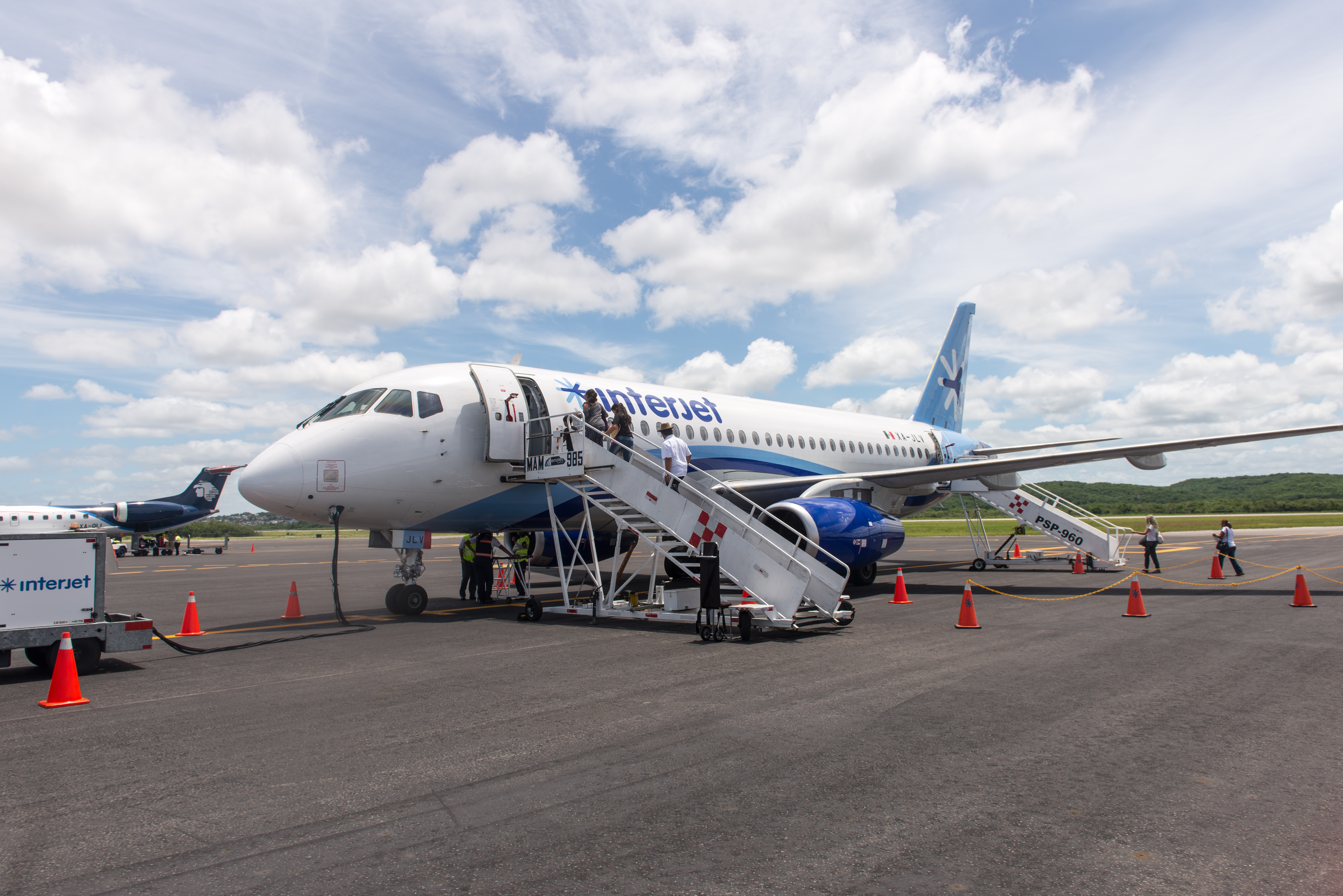
Sukhoi Superjet 100 en Campeche, México.

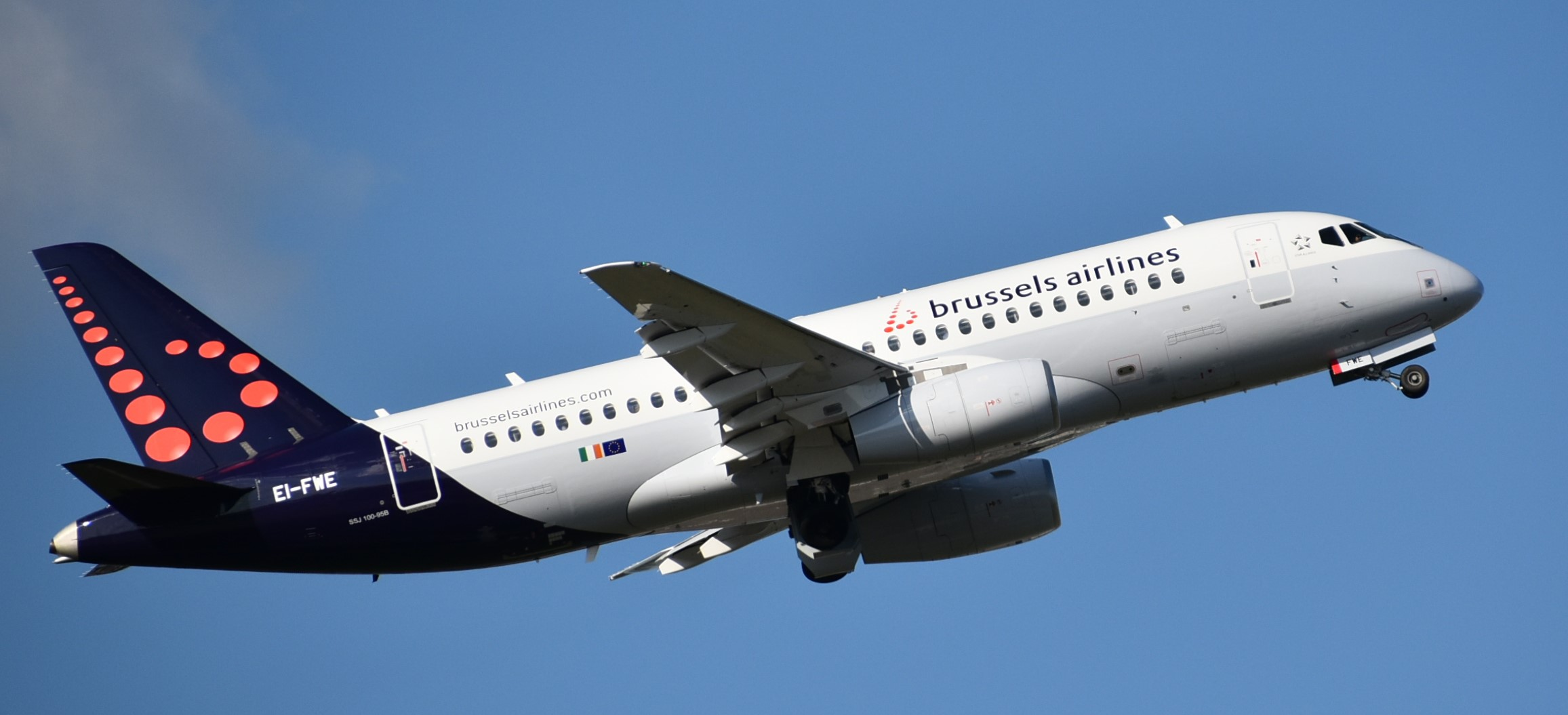
Sukhoi Superjet 100 en Birmingham, Brussels Airlines.

Pedidos a octubre de 2014:
| Aeolínea                                | EIS       | Superjet 100–95 / SBJ | Opciones | Entregados | Referencia    |
| --------------------------------------- | --------- | --------------------- | -------- | ---------- | ------------- |
| JSC Finance Leasing Company             | 2012-     | 10                    |          |            |               |
| Aeroflot                                | 2011–2018 | 50                    | 100      | 60(-10)    | [ 19 ]        |
| Gazpromavia                             | 2013-2017 | 10                    |          | 10         | [ 20 ]        |
| Yakutia Airlines                        | 2012-2017 | 5                     |          | 5          |               |
| Interjet                                | 2013-2019 | 30                    |          | 22         | [ 21 ]        |
| Blue Panorama Airlines                  | TBD       | 8                     | 4        |            | [ 22 ] [ 23 ] |
| Aviotech                                | TBD       | 10                    | 10       |            | [ 24 ]        |
| Bishwo Airways                          | TBD       | 5                     |          |            | [ 25 ]        |
| Yamal Airlines                          | 2016-2020 | 25                    |          | 18         |               |
| Tajik Air                               | TBD       | 2                     | 2        |            | [ 26 ]        |
| Comlux                                  | 2015-2020 | 2                     | 2        | 1          | [ 27 ]        |
| Aerolease                               | TBD       | 5                     |          |            | [ 28 ]        |
| Ilyushin Finance                        | TBD       | 20                    |          |            | [ 29 ]        |
| Sberbank-leasing                        |           | 20                    |          |            | [ 30 ]        |
| CityJet                                 | 2016-2020 | 15                    | 16       | 7          | [ 31 ]        |
| AviaAM Leasing                          | TBD       | 5                     |          |            | [ 32 ] [ 33 ] |
| Ministerio de Situaciones de Emergencia | 2016-2025 | 8                     |          | 2          | [ 34 ]        |
| Brussels Airlines                       | 2017-2018 | 6                     |          | 6          | [ 35 ]        |
| Air Leisure                             | TBD       | 4                     | 6        |            | [ 36 ]        |
| IrAero                                  | 2017-2018 | 8                     |          | 8          |               |
| Real Fuerza Aérea Tailandesa            | 2017-2018 | 3                     |          | 3          | [ 37 ]        |
| Azimuth                                 | 2017-2018 | 8                     | 4+4      | 8          | [ 38 ]        |
| Zambia Gvm.                             | TBD       | 5                     |          |            | [ 39 ]        |
| Bassaka Air                             | TBD       | TBD                   |          |            | [ 40 ]        |
| Iran Air Tours                          | TBD       | 20                    |          |            |               |
| Iran Aseman Airlines                    | TBD       | 20                    |          |            | [ 41 ]        |
| S7 Airlines                             | TBD       | 50                    | 25+25    |            | [ 42 ]        |
| Aero Mongolia                           | 2019      | 2                     |          |            | [ 43 ]        |
| Peruvian Airlines                       | 2020—2021 | 10                    |          |            | [ 44 ]        |
| Severstal Air Company                   | 2019      | 4                     |          |            | [ 45 ]        |
| Alexcina LLC                            | TBD       | TBD                   |          |            | [ 46 ]        |
| Alrosa Mirny Air Enterprise             | 2019      | 2                     |          |            | [ 47 ]        |
| RusLine                                 | 2019      | 2                     |          |            |               |
| Turkish Airlines                        | TBD       | 10                    |          |            |               |
| El Al                                   | TBD       | 10                    |          |            |               |
| Syrian Air                              | 2022-2023 | 10                    |          | 10         |               |
| Adria Airways                           | 2019-2020 | 15                    | 16       |            | [ 48 ]        |
| Total:                                  | Total:    | 407                   | 214      | 160        |               |

## Operadores

### Operadores civiles
A octubre de 2021 existen 139 unidades operativas en las siguientes aerolíneas:
1. Rossiya: 76[49]
2. Red Wings Airlines: 17[50]
3. Azimuth: 15[51]
4. Yamal Airlines: 15[52]
5. IrAero: 11[53]
6. Gazpromavia: 10[54]
7. Yakutia: 5[55]
8. Severstal Air Company: 4[56]
9. Aeroflot: 1[57]

### Operadores militares y gubernamentales
1. Real Fuerza Aérea Tailandesa: 3[58]

### Antiguos Operadores

#### Asia
Kazajistán
- Comlux KZ (1)[59]

 Indonesia
- Sky Aviation (3)

#### Europa
Irlanda
- CityJet Ltd. (4)[60]

 Malta
- Comlux Malta (1)[61]

#### America
México
- interjet (22)[62]

## Especificaciones
|                                                | SSJ 100/75                                                                                  | SSJ 100/75LR                                                                                | SSJ 100/95                                                                                  | SSJ 100/95LR                                                                                |
| ---------------------------------------------- | ------------------------------------------------------------------------------------------- | ------------------------------------------------------------------------------------------- | ------------------------------------------------------------------------------------------- | ------------------------------------------------------------------------------------------- |
| Tripulación                                    | 2                                                                                           | 2                                                                                           | 2                                                                                           | 2                                                                                           |
| Capacidad                                      | 88 (1-clase, densa) 78 (1-clase, estándar) 68 (2-clases, estándar)                          | 88 (1-clase, densa) 78 (1-clase, estándar) 68 (2-clases, estándar)                          | 108 (1-clase, densa) 98 (1-clase, estándar) 86 (2-clases, estándar)                         | 108 (1-clase, densa) 98 (1-clase, estándar) 86 (2-clases, estándar)                         |
| Separación entre asientos                      | 76,2 cm (1-clase, densa) 81,28 cm (1-clase, estándar) 91,44 & 81,28 cm (2-clases, estándar) | 76,2 cm (1-clase, densa) 81,28 cm (1-clase, estándar) 91,44 & 81,28 cm (2-clases, estándar) | 76,2 cm (1-clase, densa) 81,28 cm (1-clase, estándar) 91,44 & 81,28 cm (2-clases, estándar) | 76,2 cm (1-clase, densa) 81,28 cm (1-clase, estándar) 91,44 & 81,28 cm (2-clases, estándar) |
| Longitud                                       | 26,44 m                                                                                     | 26,44 m                                                                                     | 29,94 m                                                                                     | 29,94 m                                                                                     |
| Envergadura                                    | 27,80 m                                                                                     | 27,80 m                                                                                     | 27,80 m                                                                                     | 27,80 m                                                                                     |
| Altura                                         | 10,28 m                                                                                     | 10,28 m                                                                                     | 10,28 m                                                                                     | 10,28 m                                                                                     |
| Diámetro máximo de cabina                      | 3,35 m                                                                                      | 3,35 m                                                                                      | 3,35 m                                                                                      | 3,35 m                                                                                      |
| Ancho de cabina                                | 3,23 m                                                                                      | 3,23 m                                                                                      | 3,23 m                                                                                      | 3,23 m                                                                                      |
| Alto de cabina                                 | 2,12 m                                                                                      | 2,12 m                                                                                      | 2,12 m                                                                                      | 2,12 m                                                                                      |
| Ancho de pasillo                               | 51 cm                                                                                       | 51 cm                                                                                       | 51 cm                                                                                       | 51 cm                                                                                       |
| Ancho de asiento                               | 46,5 cm                                                                                     | 46,5 cm                                                                                     | 46,5 cm                                                                                     | 46,5 cm                                                                                     |
| Peso máximo al despegue                        | 38 820 kg                                                                                   | 42 280 kg                                                                                   | 45 880 kg                                                                                   | 49 450 kg                                                                                   |
| Peso vacío (OEW)                               | –                                                                                           | –                                                                                           | 25 100 kg                                                                                   | –                                                                                           |
| Peso máximo al aterrizaje                      | 35 000 kg                                                                                   | 35 000 kg                                                                                   | 41 000 kg                                                                                   | 41 000 kg                                                                                   |
| Capacidad de carga máxima                      | 9130 kg                                                                                     | 9130 kg                                                                                     | 12 245 kg                                                                                   | 12 245 kg                                                                                   |
| Capacidad de combustible máxima                | 13 135 L (10 600 kg)                                                                        | 13 135 L (10 600 kg)                                                                        | 13 135 L (10 600 kg)                                                                        | 13 135 L (10 600 kg)                                                                        |
| Volumen de carga                               | 15,01 m³                                                                                    | 15,01 m³                                                                                    | 21,97 m³                                                                                    | 21,97 m³                                                                                    |
| Distancia de despegue con MTOW                 | 1515 m                                                                                      | 1515 m                                                                                      | 1731 m                                                                                      | 2052 m                                                                                      |
| Techo de vuelo                                 | 12 500 m                                                                                    | 12 500 m                                                                                    | 12 500 m                                                                                    | 12 500 m                                                                                    |
| Velocidad de crucero normal                    | Mach 0,78 (828 km/h) a una altitud de crucero de 11 000 m                                   | Mach 0,78 (828 km/h) a una altitud de crucero de 11 000 m                                   | Mach 0,78 (828 km/h) a una altitud de crucero de 11 000 m                                   | Mach 0,78 (828 km/h) a una altitud de crucero de 11 000 m                                   |
| Velocidad de crucero máxima                    | Mach 0.81 (870 km/h) a una altitud de crucero de 11 000 m                                   | Mach 0.81 (870 km/h) a una altitud de crucero de 11 000 m                                   | Mach 0.81 (870 km/h) a una altitud de crucero de 11 000 m                                   | Mach 0.81 (870 km/h) a una altitud de crucero de 11 000 m                                   |
| Alcance máximo (con capacidad de carga máxima) | 2900 km                                                                                     | 4550 km                                                                                     | 3048 km                                                                                     | 4578 km                                                                                     |
| Motores (x 2)                                  | PowerJet SaM146 1S17 / PowerJet SaM146 1S18                                                 | PowerJet SaM146 1S17 / PowerJet SaM146 1S18                                                 | PowerJet SaM146 1S17 / PowerJet SaM146 1S18                                                 | PowerJet SaM146 1S17 / PowerJet SaM146 1S18                                                 |
| Empuje (x 2)                                   | 60 kN                                                                                       | 60 kN                                                                                       | 69 kN                                                                                       | 72 kN                                                                                       |
| Longitud del motor                             | 2,07 m                                                                                      | 2,07 m                                                                                      | 2,07 m                                                                                      | 2,07 m                                                                                      |

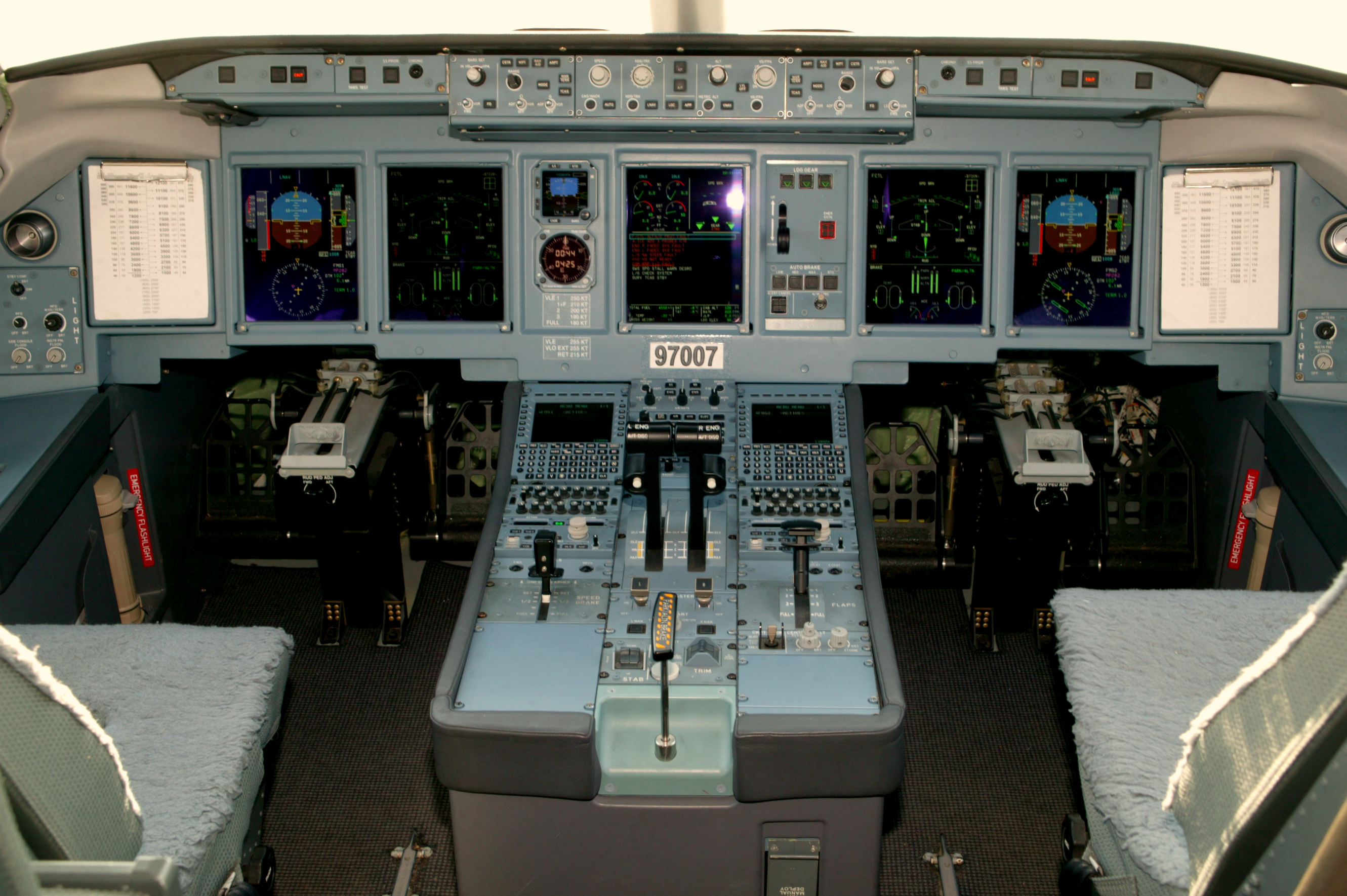
Cabina del Superjet 100 muy parecida al a320.

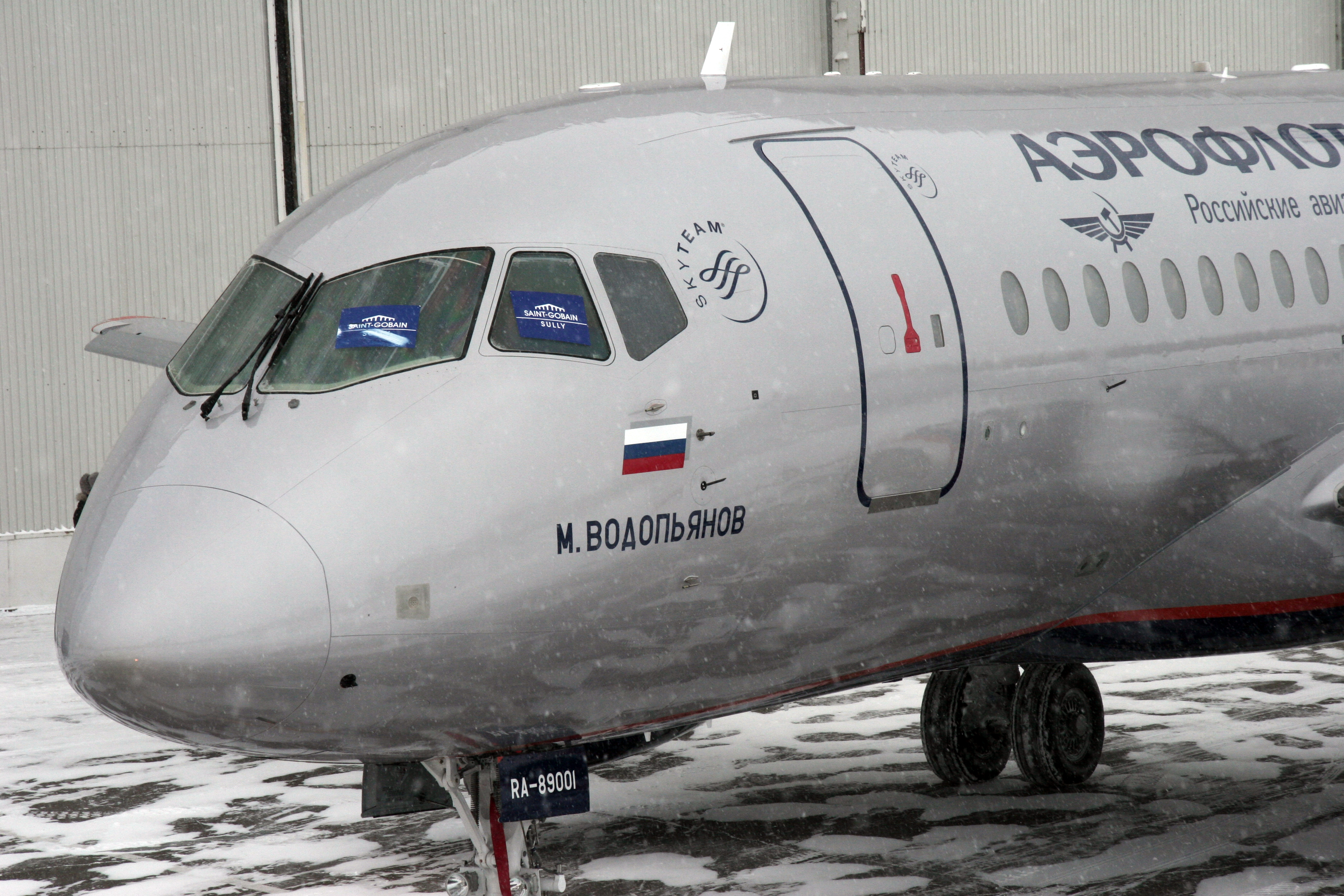
Sección del morro del Superjet 100.

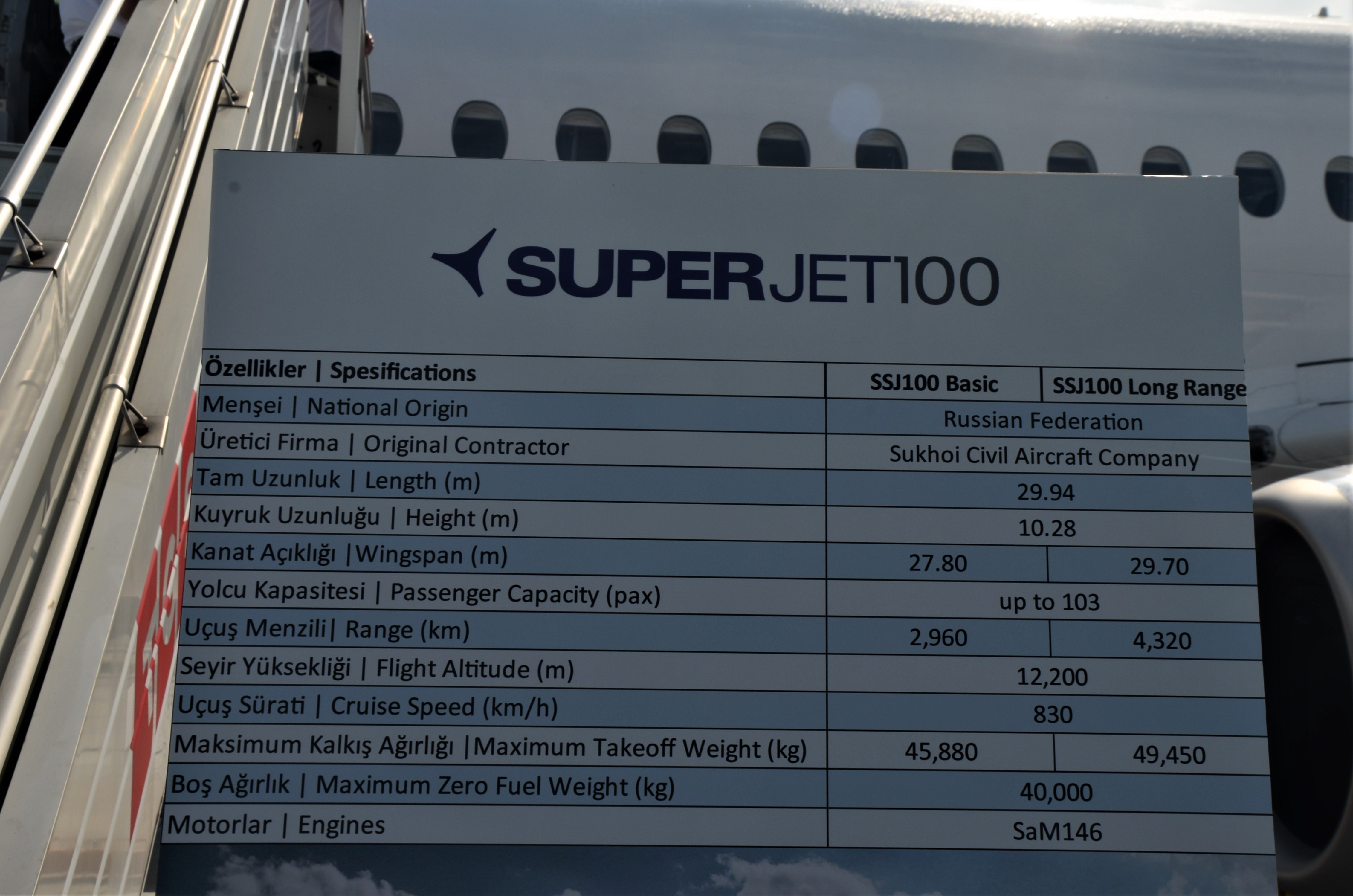
Especificaciones del Superjet 100.

Fuentes: Sukhoi Civil Aircraft Company, Superjet International, PowerJet.

## Accidentes
- El 9 de mayo de 2012: Accidente del Sukhoi Superjet 100 en Indonesia, el Sukhoi Superjet 100 sufrió su primer accidente fatal en Yakarta, Indonesia, cobrando la vida de todos los pasajeros a bordo. El 11 de mayo de 2012 Superjet declaró lo siguiente: «En el día de hoy, equipos de rescate de Indonesia han hallado el sitio de impacto del avión SSJ100 de número de serie 95004. La aeronave fue hallada en un área de aproximadamente 1700 metros de altura. Las condiciones geográficas y meteorológicas de la zona están haciendo que las tareas de rescate sean complejas. El primer equipo de rescate ha llegado a la zona del siniestro. Más de 500 personas están participando en las operaciones de búsqueda». De acuerdo con los datos actualizados, se contabilizan 45 personas a bordo del avión al momento del accidente. La investigación posterior concluyó que la tripulación de vuelo, liderada por el piloto Aleksandr Yablóntsev, desconocía la presencia de terreno elevado en el área e ignoraba las advertencias del sistema de advertencia de terreno, atribuyéndolas incorrectamente a un mal funcionamiento del sistema, mientras su vista estaba obstruida debido al espesor cubierto de nubes. Además, se estableció que en los minutos previos al accidente, la tripulación, incluido el capitán, conversaba con clientes potenciales presentes en la cabina.

- El 5 de mayo de 2019: 41 personas del vuelo 1492 de Aeroflot murieron cuando la aeronave, un Sukhoi Superjet 100, regresó de emergencia al aeropuerto de Sheremétievo en Moscú y se incendió durante el aterrizaje.
- El 12 de julio de 2024: Un Superjet 100 de la aerolínea rusa Gazpromavia se estrelló cerca de la ciudad de Kolomna en el Óblast de Moscú. Los 3 tripulantes a bordo murieron en el accidente.[66]

### Aeronaves similares
- Antonov An-158
- Airbus A220
- Embraer E-Jets
- Mitsubishi Regional Jet
- Boeing 737